# Trifolium mazanderanicum
Trifolium mazanderanicum är en ärtväxtart som beskrevs av Karl Heinz Rechinger. Trifolium mazanderanicum ingår i släktet klövrar, och familjen ärtväxter. Inga underarter finns listade i Catalogue of Life.